# Agata, Samuilova supruga
Agata (grč. Άγάθη, bug. Агата; 10. st.) bila je supruga cara Samuila Bugarskog.

## Životopis
Prema dodatku kronici bizantskog povjesničara Ivana Skilice, Agata je bila zarobljenica iz Larise te kći plemića Ivana Chryseliosa od Drača. Skilica spominje da je Agata bila majka Samuilovog nasljednika Gavrila Radomira. On spominje i da je Gavril Radomir također sebi uzeo zarobljenicu iz Larise, čije je ime bilo Irena. Prema Prosopographie der mittelbyzantinischen Zeitu, Agata je zapravo bila iz Drača. Prema istom djelu, Agata je vjerojatno umrla prije 998.; te je godine njezin otac predao Drač bizantskom caru Baziliju II.
Samuilo i Agata imali su i tri kćeri, a jednoj je ime bilo Miroslava. Samuilo je također imao izvanbračnog sina.

## U popularnoj kulturi
Agata je jedan od glavnih likova u romanu Dimitra Taleva imenom Samuil.